# Voskovník

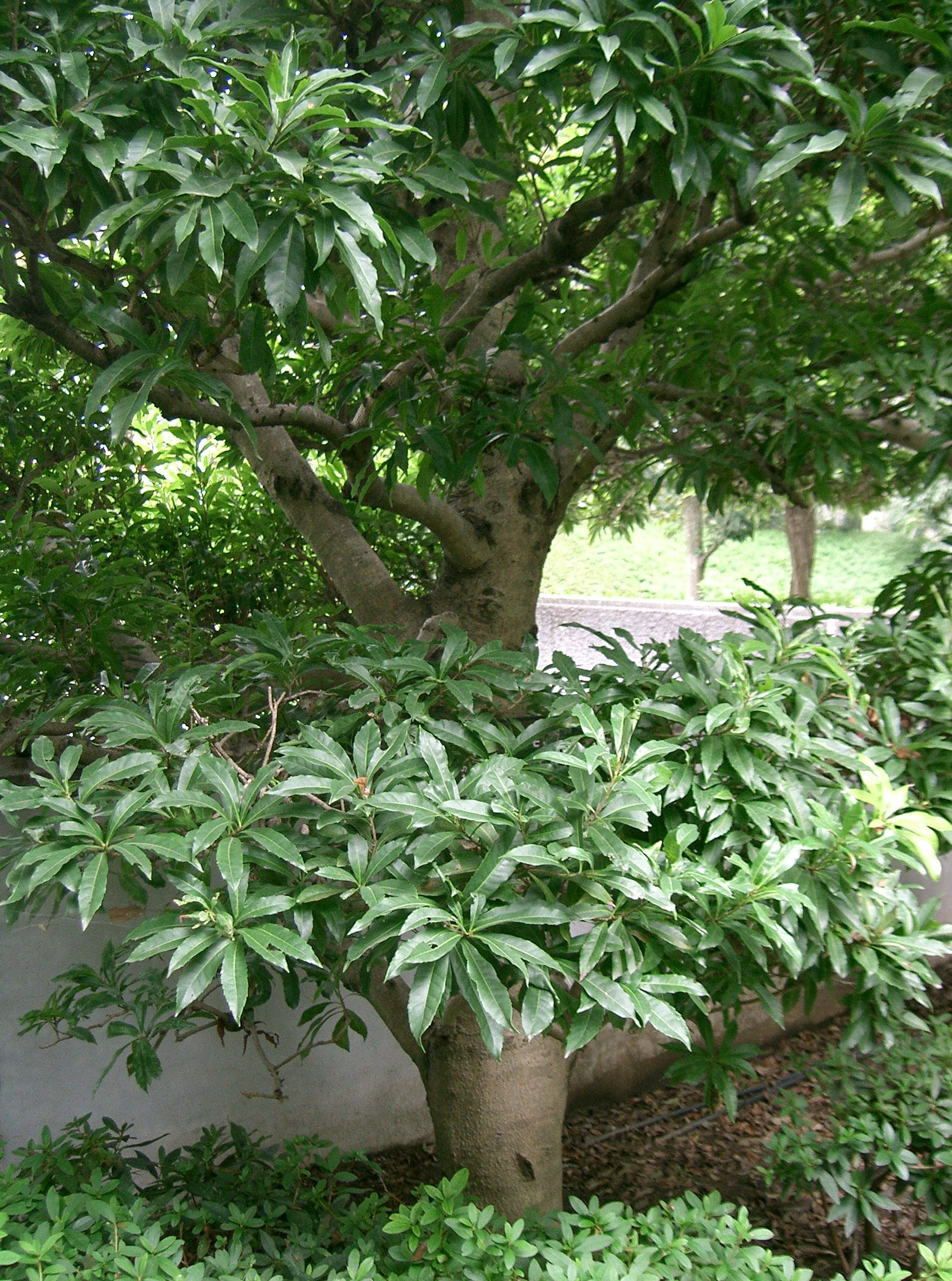
Stromovitý druh voskovník červený

Voskovník (Morella) je rod rostlin z čeledi vřesnovité. Jsou to dřeviny s jednoduchými střídavými listy a drobnými, bezobalnými květy uspořádanými v jehnědovitých květenstvích. Rod zahrnuje asi 44 druhů a je rozšířen v Americe, Asii i Africe. V Evropě není zastoupen. Rod Morella byl na základě výsledků molekulárních studií oddělen od rodu Myrica (vřesna) a byla do něj přeřazena převážná většina druhů tohoto rodu. Některé druhy mají jedlé plody, jsou zdrojem vosků nebo poskytují kvalitní palivo. V botanických zahradách v České republice se lze setkat s voskovníkem pensylvánským.

## Popis
Voskovníky jsou stálezelené, často aromatické keře až nízké stromy. Listy jsou střídavě postavené, tenké nebo kožovité, lysé nebo pýřité. Čepel listů je celokrajná až zubatá, na ploše často žláznatě tečkovaná. Květenství jsou vzpřímená, kulovitá až krátce válcovitá. Rostliny jsou dvoudomé, řidčeji jednodomé. Květy jsou jednopohlavné nebo výjimečně oboupohlavné, bezobalné, podepřené listeny. Samčí květy obsahují obvykle 3 až 12 tyčinek, často srostlých do větveného sloupku. Samičí květy se svrchním semeníkem s krátkou čnělkou. Plody jsou kulovité, často potažené voskovou vrstvou.

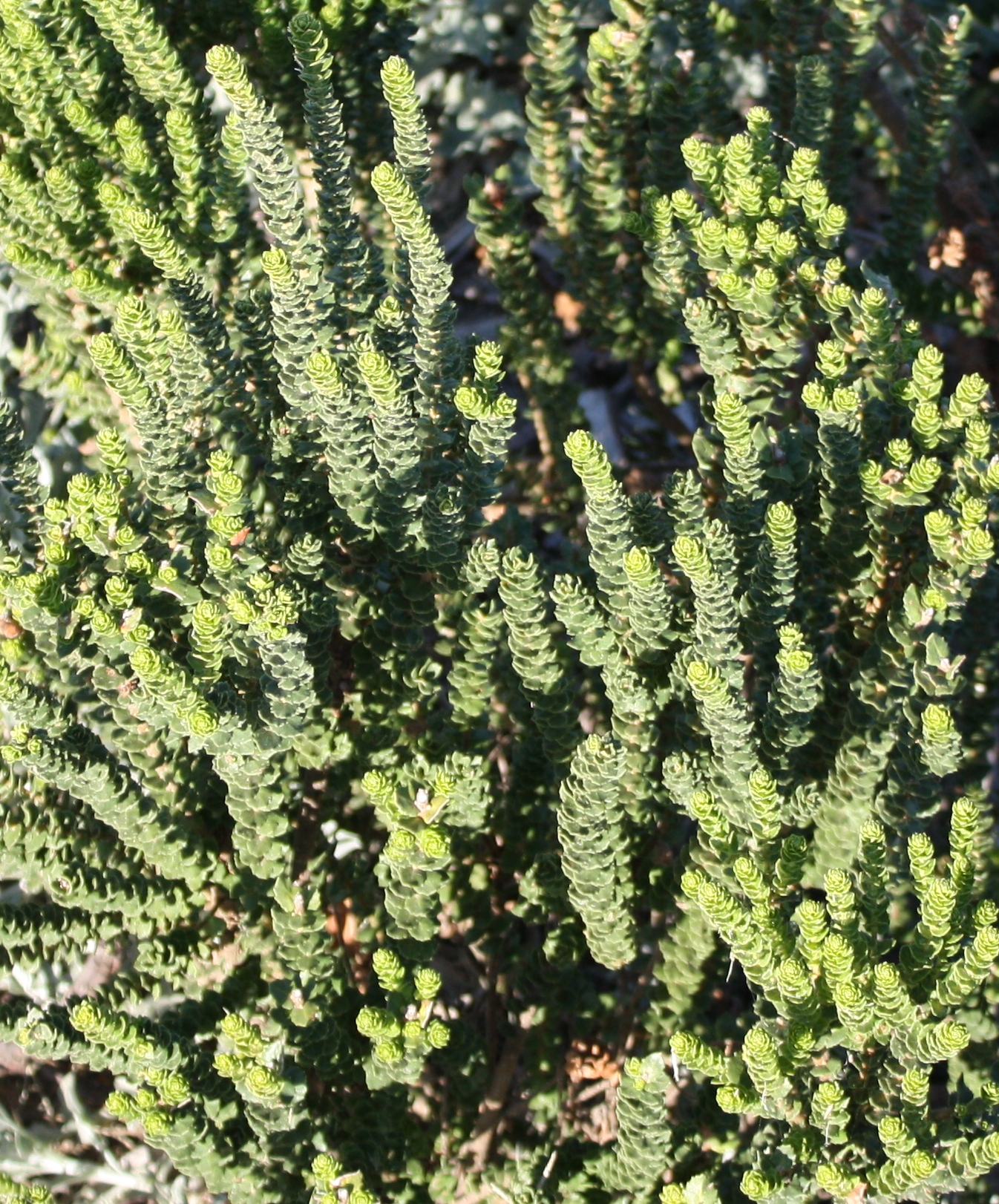
Drobnolistý druh Morella cordifolia z jižní Afriky
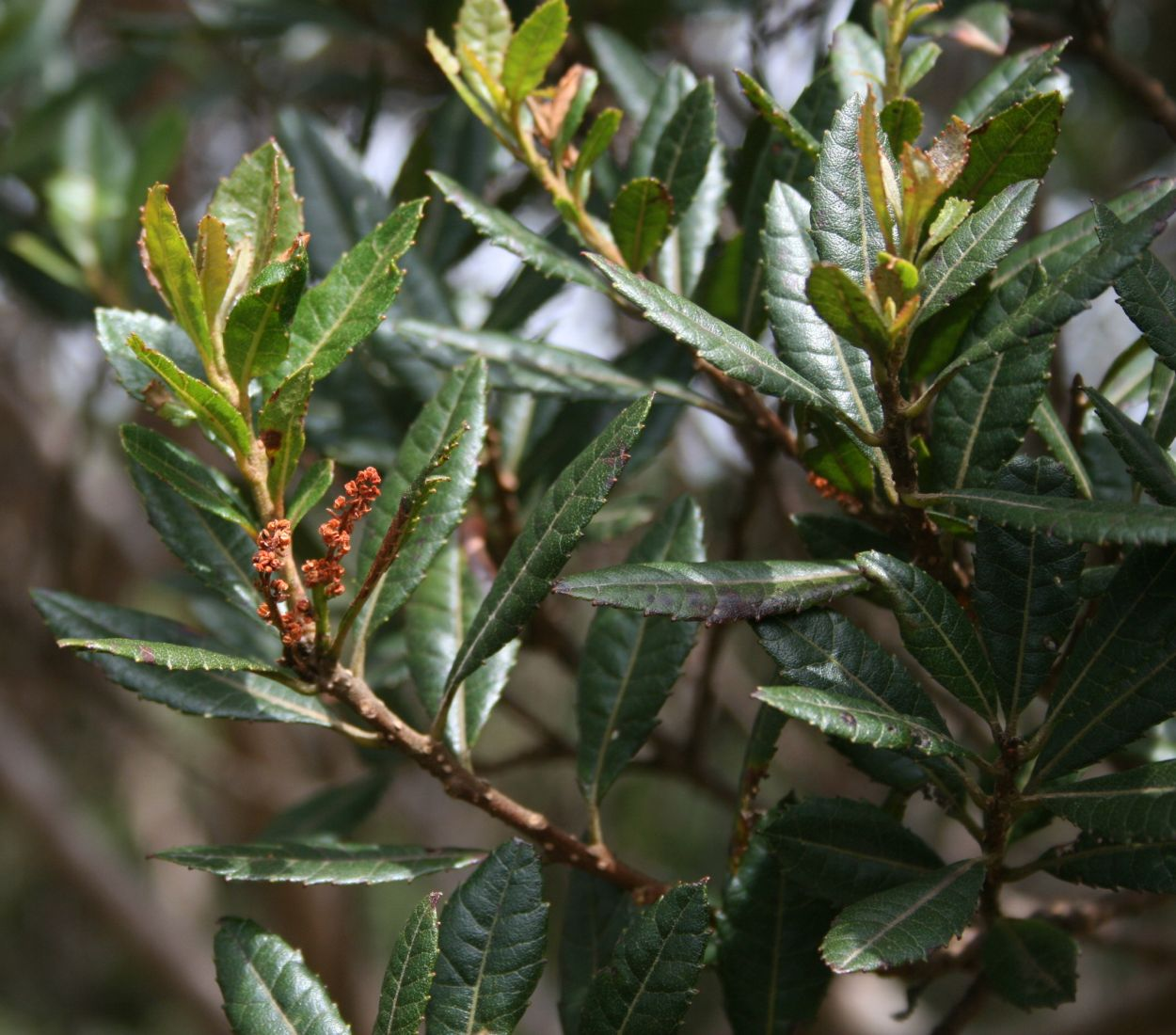
Morella phanerodonta z Kostariky
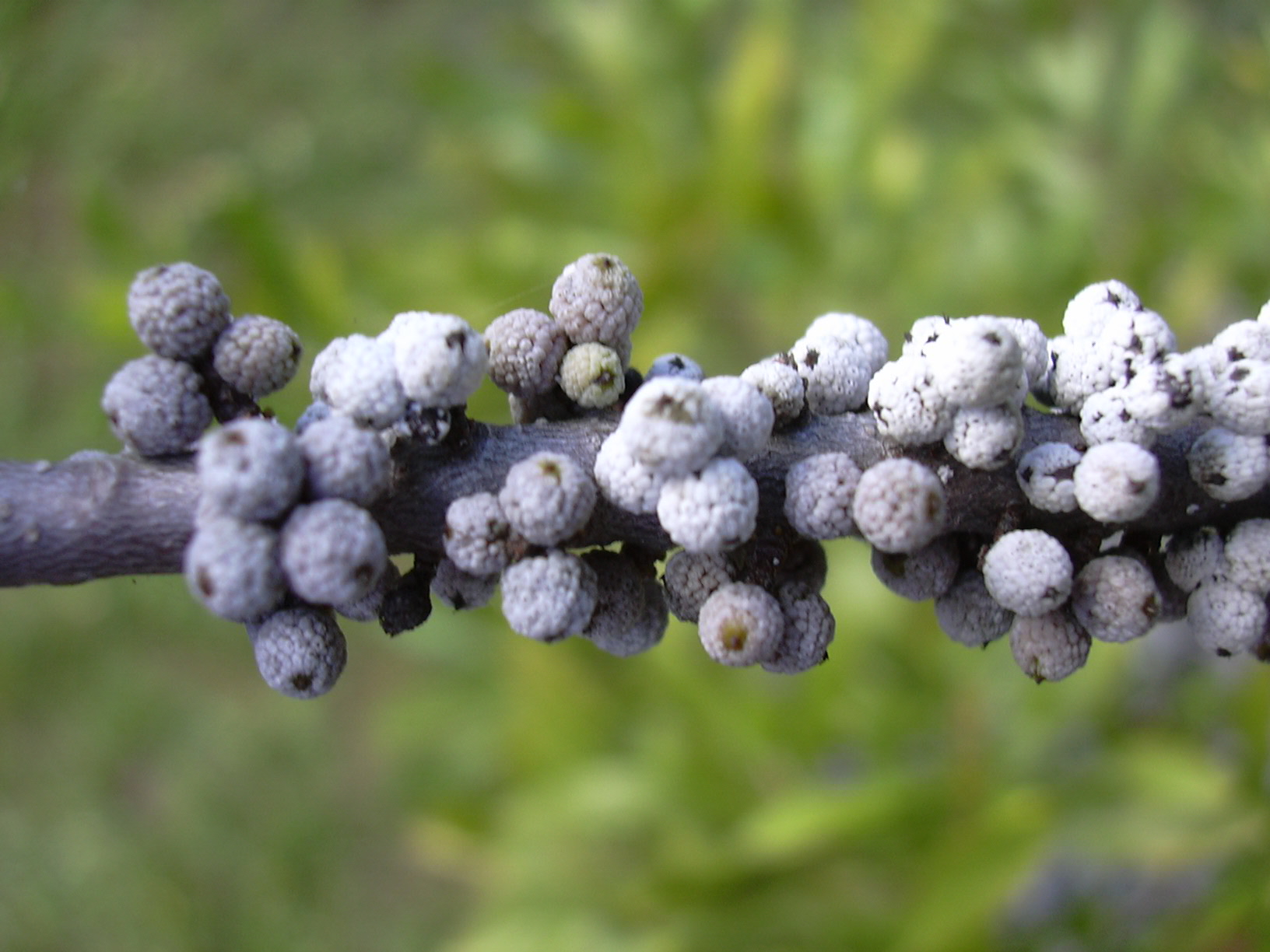
Plodící voskovník obecný
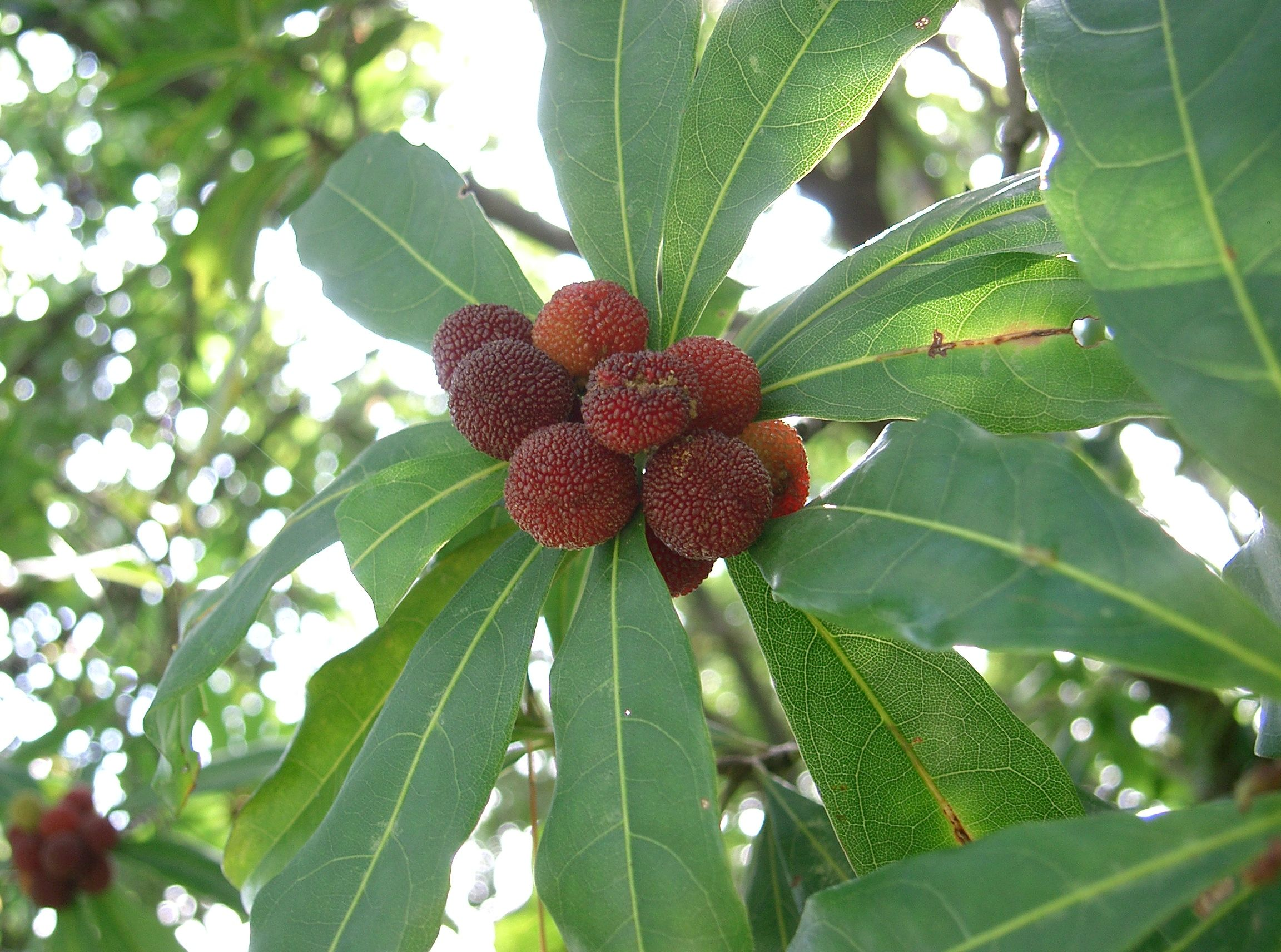
Plodící voskovník červený

## Rozšíření
Rod voskovník zahrnuje asi 44 druhů. Je rozšířen v Severní i Jižní Americe, Asii, Africe a na Madagaskaru.
Z Ameriky je uváděno celkem 21 druhů, přičemž areál rodu sahá od Kanady až po Argentinu. Z USA je uváděno 5 druhů, z toho 2 zasahují i do Kanady. V Jižní Americe jsou voskovníky soustředěny zejména do oblasti And, kde rostou v montánních a mlžných horských lesích i v biotopech nad hranicí lesa (páramo). Některé druhy rostou na Karibských ostrovech. Jeden druh (Morella rotundata) je endemit Guyanské vysočiny, kde roste na několika stolových horách.
Ze subsaharské Afriky je uváděno 15 druhů, centrum druhové diverzity je v jižní Africe. Druh Morella salicifolia zasahuje jako jediný i do Arábie. Na Madagaskaru roste 5 druhů. Dva druhy jsou endemity Makaronésie. Druh Morella faya roste na většině souostroví, druh Morella rivas-martinezii je omezen pouze na Kanárské ostrovy.
V Asii rostou voskovníky v celkovém počtu 5 druhů v oblasti od Indie a Číny přes jihovýchodní Asii až po Novou Guineu.

## Taxonomie
Rod Morella byl v minulosti součástí rodu Myrica, kde byl řazen na úrovni podrodu, a pouze někteří taxonomové jej hodnotili na úrovni samostatného rodu. Výsledky molekulárních studií jim daly za pravdu, neboť se ukázalo, že rod Myrica v klasickém širokém pojetí je parafyletický. Rod (podrod) Myrica je sesterskou větví rodu Comptonia a oba tyto klady tvoří sesterskou větev rodu (podrodu) Morella. Rod Myrica v současném pojetí zahrnuje pouze 2 druhy: Myrica gale a Myrica hartwegii, zatímco všechny ostatní druhy byly přeřazeny do rodu Morella.
Na rozdíl od rodu Myrica jsou zástupci rodu Morella stálezelené rostliny, plody jsou na povrchu hrbolkaté a převážně pokryté voskovitou vrstvou. Oba rody se také mj. liší morfologií průduchů.

## Zástupci
- voskovník červený (Morella rubra)
- voskovník jávský (Morella javanica)
- voskovník pensylvánský (Morella pensylvanica)
- voskovník obecný (Morella cerifera), syn. voskovník voskonosný

## Význam
Voskovník červený je v Číně pěstován pro jedlé plody. Plody voskovníku obecného i jiných místních druhů byly v Severní i Latinské Americe zejména v době kolonizace používány jako zdroj vosku k výrobě svic.
Dřevo voskovníku jávského je v Asii vyhledáváno jako ceněné palivo a vyrábí se z něj prvotřídní dřevěné uhlí. Zralé plody jsou jedlé. Druh je používán i k zalesňování a vysazován podél cest. Jedlé jsou i plody Myrica esculenta.
Voskovník pensylvánský je občas pěstován jako sbírková rostlina v botanických zahradách. Lze se s ním setkat např. ve sbírkách Dendrologické zahrady v Průhonicích a Botanické zahrady Přírodovědecké fakulty Univerzity Palackého v Olomouci.

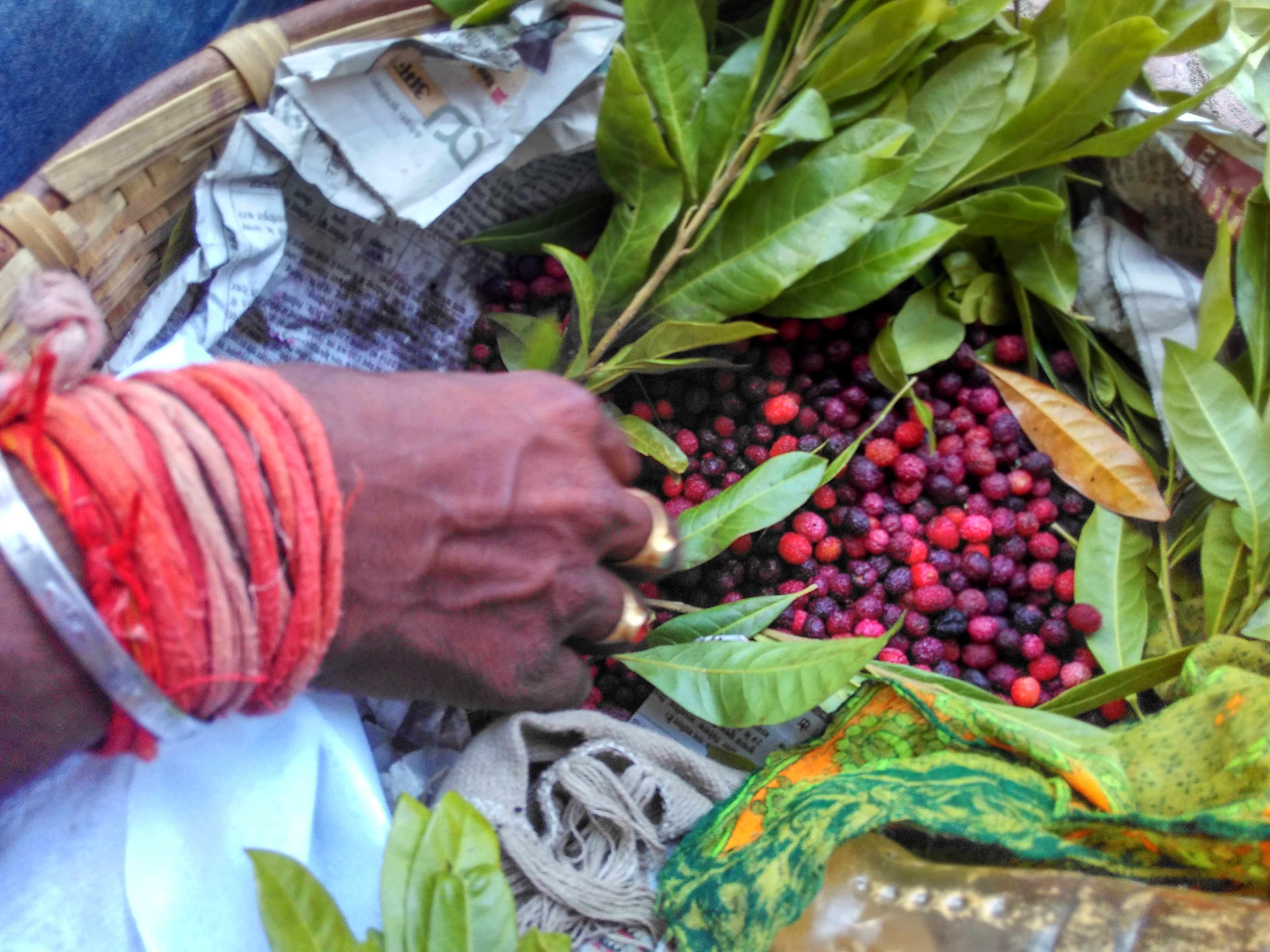
Sklizené plody Morella esculenta
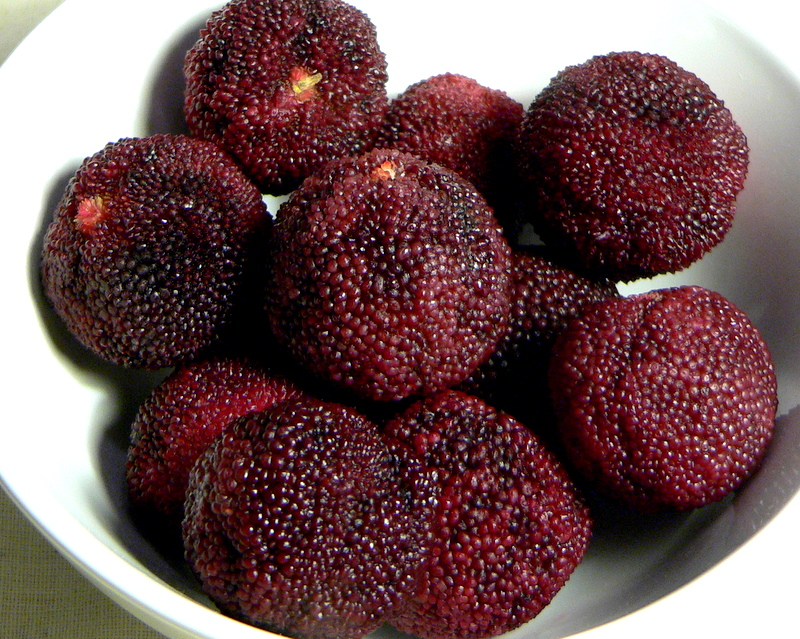
Plody voskovníku červeného